# 高嶋香帆
高嶋 香帆（たかしま かほ、1992年1月20日 - ）は、日本のグラビアアイドル、タレント。
大阪府出身。所属事務所はネイムマネジメント。かつてはライジングプロダクションに所属していた。

## 人物
日テレジェニック2011に選ばれる。
2012年2月26日、東京マラソンに出場。4月、ボートピア名古屋のイメージキャラクターに選ばれる。
デビューしてしばらくは実家の居酒屋「海賊」でアルバイトをしていた。
ペットシッター士、愛玩動物飼育管理士２級、PADIオープンウォーターダイバーなどの資格を取得。
2021年2月28日をもってライジングプロダクションを退所しフリーランスとなった。
2023年7月5日より、ネイムマネジメント所属となった。

## 出演

### テレビ番組
- アイドルの穴（2010年度）
- アイドル☆リーグ!（2011年 - ） - 3期生
- 高校講座 チョー基礎から始めよう!ベーシック英語（2012年4月16日 - 、NHK Eテレ）
- 志村けんのバカ殿様（2015年1月13日 - 、フジテレビ）[2]
  - 新春爆笑スペシャル!!（2015年1月13日）
  - エイプリルフールスペシャル!!（2015年4月1日）
- 駆け込みドクター!運命を変える健康診断「血管年齢を若返えさせるぞSP」（2015年3月15日、TBS）
- 志村けんの激ウマ列島ふれあい旅17「早春の西伊豆 ぽっかぽっか満喫旅」（2015年3月15日、テレビ朝日）
- 7つの海を楽しもう!世界さまぁ〜リゾート（2015年10月10日 - 2017年9月30日、TBSテレビ）
- 志村の時間（2015年10月14日 - 2017年3月29日、フジテレビ） - レギュラー
- 志村けんのだいじょうぶだぁ（フジテレビ）
  - 30周年記念コント大連発スペシャル（2018年8月19日）
  - たのしい夏休みスペシャル（2019年8月14日）[3]
- 志村でナイト（2018年10月10日 - 2020年3月31日、フジテレビ）

### テレビドラマ
- 慰謝料弁護士〜あなたの涙、お金に変えましょう〜（2014年1月9日 - 3月27日、読売テレビ） - 田畑美里 役
- ナポレオンの村 第4話（2015年8月16日、TBS） - 三輪絵里子 役
- 夫を社会的に抹殺する5つの方法 Season2（2024年1月10日 - 3月27日、テレビ東京） - 杉山久美 役

### ラジオ
- まだまだゴチャ・まぜっ!〜集まれヤンヤン〜（2012年4月21日  - 2013年4月13日、MBSラジオ）

### 舞台
- 劇団K助「オムニー5 ～ノンストップバスって…停まんねーじゃんよ!!2012春～」（2012年4月5日 - 8日、野方区民ホール）
- アリスインプロジェクト「時空警察ヴェッカーχ 彷徨のエトランゼ」（2012年6月23日、六行会ホール） - 日替わりゲスト

### 映画
- 放課後ロスト エピソード1（2014年8月公開） - 絢子 役
- それでもなおできることのすべてを君に（2015年） ※ショートフィルム
- 石とシャーデンフロイデ（2024年11月9日公開）[4]

### CM
- ボートピア名古屋（2012年4月 - ）
- ミンティア「マネすんなよ」篇（2015年3月 - ）[5]
- DHCホットボディジェル（2019年7月28日 - ）

### スマートフォン
- 熱血硬派くにおくん（2013年9月13日 - 、NOTTV）

## 作品

### 写真集
- moment（2011年9月、音楽専科社、撮影：西條彰仁）ISBN 978-4872792461

### イメージDVD
- めっちゃ、あおぞら（2011年6月22日、イーネット・フロンティア）
- 日テレジェニック2011 高嶋香帆 ほっカホか（2011年9月21日、バップ）
- Sea girl（2012年1月27日、竹書房）
- 香る季節の中で（2012年4月20日、ラインコミュニケーションズ）
- 香り立つ!（2012年7月27日、エスデジタル）
- d-BOMB「色香」（2012年9月26日、学研パブリッシング）
- 素顔少女*すっぴんガール（2013年1月26日、晋遊舎）
- きみへの想い（2013年9月27日、マックス）
- kaho物語（2015年11月20日、竹書房）
- 香帆日和（2016年7月22日、イーネット・フロンティア）